# Mariana Richaudeau
Mariana Richaudeau é uma atriz argentina.

## Trabalhos
- 1999 - El mismo amor, la misma lluvia "Leticia"
- 1999 - Campeones de la vida "Nati"
- 2001 - Enamorate "Patricia 'Pato'"
- 2002 - 009 Central
- 2003 - Tres padres solteros
- 2006 - Génesis "Alina"
- 2006 - Chiquititas Sin Fin "Lucía Berruet"